# Vinišće
Vinišće falu Horvátországban Split-Dalmácia megyében. Közigazgatásilag Marinához tartozik.

## Fekvése
Split központjától légvonalban 26, közúton 47 km-re, Trogirtól 19 km-re, községközpontjától 6 km-re délre, Dalmácia középső részén fekszik.

## Története
Az ókorban illírek éltek itt, majd az i. e. 4. században a rómaiak hódították meg ezt a térséget. A telepesek kiszolgált veteránok voltak, akik szőlőültetvényeket létesítettek a területén. A termékeny talaj és a közeli védett öböl különösen alkalmas volt a szőlőtermesztésre és a borkereskedelem lebonyolítására. A horvátok ősei a 7. században érkeztek erre vidékre, mely a 10. században már az ősi Drid zsupánsághoz tartozott. Ennek székhelye a Marinától 2 km-re északnyugatra fekvő 177 méter magas Veli vrh és az alacsonyabb Mali vrh hegyén volt. A dridi zsupánság a független horvát állam megszűnése után megszűnt. Ezután idővel a Šibenik és Trogir közötti terület e két város fennhatósága között oszlott meg és a határ a Stupin-öbölnél húzódott. Így a mai település területe Trogir város igazgatása alá került. A trogiri közösségnek már a magyar uralom idejében a 13. században saját statutuma volt, mely alapján hatóságai működtek és törvénykeztek. Trogir 1420. június 22-től velencei uralom alá került, és ezt követően már csak korlátozott autonómiával rendelkezett. A köztársaságot a velencei nemesség tagjai közül kinevezett kapitányok képviselték. Vinišće település keletkezéséről nem áll rendelkezésre információ, írásban 1272-ben a trogiri káptalan oklevelében említik először. Neve ősi horvát szó volt, amely szőlőhegyet jelentett. Nevét minden bizonnyal a rómaiak által telepített szőlőültetvényeiről kapta, melyeket az érkező horvátok már itt találtak. A középkorban a mai Vinišće területe két részből állt. A tenger melletti alsó rész volt Biskupija, míg a felső, szárazföldi rész Opatija. A 9. és a 12. század között e területen kolostorok és kápolnák épültek, amelyeknek romjai ma is megtalálhatók. A legrégibb ma is álló templom az orihovici Szűz Mária-templom, melyet a bencések alapítottak 1272-ben. A Páduai Szent Antal-templom a 18. században épült. A plébániatemplomban egy ismeretlen 9. századi művész képe található. Vinišćén született 1440 körül a híres reneszánsz szobrászművész Giovanni Dalmata (horvátul: Ivan Duknović). Szülőháza a Voluja kőbánya közelében állt, ahol a trogiri székesegyház köveit bányászták, de dolgozott Rómában, Velencében és más városokban is. A 15. század végén a török veszély hatására az itteni lakosságot a közeli szigetekre, Drvenik (Zirona), Drvenik Mali (Pianca), Anđelovac és Vela Smokvica szigeteire menekítették. Közülük sokan időnként visszatértek szárazföldi birtokaikra, hogy a földeket megműveljék. 1590-ben csak az Anđelovac-szigeten 48 vinišćai származású lakos élt. 1797-ben a Velencei Köztársaság megszűnésével a település a Habsburg Birodalom része lett. 1806-ban Napóleon csapatai foglalták el és 1813-ig francia uralom alatt állt. Napóleon bukása után ismét Habsburg uralom következett, mely az első világháború végéig tartott. Vinišće plébániáját 1872-ben alapították, ekkor építették plébániatemplomát is. A településnek 1857-ben 1000, 1910-ben 978 lakosa volt. Az I. világháború után rövid ideig az Olasz Királyság, ezután a Szerb-Horvát-Szlovén Királyság, majd Jugoszlávia része lett. A település lakossága 2011-ben 774 fő volt.

## Lakosság
| Lakosság változása | Lakosság változása | Lakosság változása | Lakosság változása | Lakosság változása | Lakosság változása | Lakosság változása | Lakosság változása | Lakosság változása | Lakosság változása | Lakosság változása | Lakosság változása | Lakosság változása | Lakosság változása | Lakosság változása | Lakosság változása |
| ------------------ | ------------------ | ------------------ | ------------------ | ------------------ | ------------------ | ------------------ | ------------------ | ------------------ | ------------------ | ------------------ | ------------------ | ------------------ | ------------------ | ------------------ | ------------------ |
| 1857               | 1869               | 1880               | 1890               | 1900               | 1910               | 1921               | 1931               | 1948               | 1953               | 1961               | 1971               | 1981               | 1991               | 2001               | 2011               |
| 1.000              | 0                  | 728                | 869                | 989                | 978                | 1.034              | 1.320              | 1.403              | 1.386              | 1.338              | 1.092              | 871                | 765                | 847                | 774                |

(1869-ben lakosságát Drvenik Velikihez számították. 1991-től korábbi területének egy kis részét Sevidhez számították. 1857-ben és 1931-ben a korábbi Vinišće-biskupija, 1931-ben a korábbi Vinišće-opatija település adataival együtt.)

## Nevezetességei
- Jézus Legszentebb Szíve tiszteletére szentelt plébániatemploma 1872-ben épült.
- A település legrégibb temploma az 1272-ben bencések által alapított oriovici Szűz Mária (Szent György) templom.
- A Páduai Szent Antal (Kármelhegyi boldogasszony) templom a 18. században épült.
- Az Arkanđel-szigeten állt a középkorban a trogiri Szent János bencés apátság birtoka és temploma.[7] Ma a templom maradványait Szent Mihály arkangyalnak szentelték. A templom keleti-nyugati irányban fekszik, román stílusban épült, bőséges habarcsba ágyazott faragott kövekből. Téglalap alaprajzú, félköríves apszissal és a a nyugati homlokzat feletti harangtoronnyal. Mára a templom falai szinte a földig leromlottak, de a déli falat a hatalmas támpillérek az ablak magasságáig megtartották. A falak többi része, amely valószínűleg egykor a bencés ispotályt zárta körbe a templomtól északnyugatra helyezkedik el. Feltételezik, hogy az egyház és a hozzá tartozó épületegyüttes már a 12. században létezett.[7]
- A Stari Trogir-öbölben egy ősi római komplexum jó állapotban fennmaradt épületmaradványai találhatók.[8] A római épületek alapjai a tenger melletti sziklákon állnak, majd tovább nyúlnak a tengerbe, felfelé pedig a szőlőültetvények irányába. A falak magassága az egész komplexumban 1-3 méter között változik. A falak faragott kőből épültek, szabálytalan szerkezetűek, tömör mész és vízálló vakolat köti őket össze. A régészeti lelőhelyet még nem tárták fel, rendeltetését nem lehet biztosan meghatározni.[8]
- A Drveniki-csatorna nyugati részén található azonos nevű szigeten áll az 1896-ban épült Murvica-világítótorony.[9] Az egyszerű nyeregtetős kőház rusztikus kőtömbökből épült. A déli homlokzaton egy 7,20 m magas négyzet alakú torony található, tetején a fényszóróval, amely 9 tengeri mérföld távolságból is látható. A főépülettől északra egy téglalap alakú kő alaprajzú, nyeregtetős házikó áll, mely szerszámos fészerként szolgál. Az épületek közvetlen szomszédságában száraz kőfallal körülvett kertek találhatók. A sziget északi oldalán egy kisebb betonozott kikötőhely található.
- Több homokos és kavicsos strand (Voluja, Ričevo Vrelo, Stari Trogir, Sićenica) található a területen. A turistákat boltok, éttermek, kávézók, bárok, kis kikötők szolgálják.

## Híres emberek
Itt született 1440 körül a híres reneszánsz szobrászművész Giovanni Dalmata (Ivan Duknović). Szülőháza a Voluja kőbánya közelében állt, ahol a trogiri székesegyház köveit bányászták, de dolgozott Rómában, Velencében és más városokban is. Az 1480-as években Mátyás király udvarában dolgozott Budán. Munkái nagy része elpusztult, vagy igen megsérült. Legismertebb magyarországi munkája a visegrádi királyi palotában lévő Herkules-kút. II. János Pál pápa római sírja fölé az ő „Szűz Mária gyermekével” alkotását helyezték.

## Galéria
- A Jézus Szíve-plébániatemplom
- Vinišće látképe
- Kikötői részlet